# Lobelia ritabeaniana
Lobelia ritabeaniana är en klockväxtart som beskrevs av Eric B. Knox. Lobelia ritabeaniana ingår i släktet lobelior, och familjen klockväxter. Inga underarter finns listade i Catalogue of Life.